# Đỗ Động
Đỗ Động là một xã thuộc huyện Thanh Oai, thành phố Hà Nội, Việt Nam.
Xã Đỗ Động có diện tích 6,36 km², dân số năm 1999 là 4.766 người, mật độ dân số đạt 749 người/km².